# Canadas fodboldlandshold
Canadas fodboldlandshold (fransk: Équipe du Canada de soccer masculin) repræsenterer Canada i internationale fodboldturneringer på herreseniorsiden. De styrers af Canadian Soccer Association og deltager i Confederation of North, Central American and Caribbean Association Football (CONCACAF).
Deres mest signifikante resultater er at vinde CONCACAF Championship 1985, at kvalificere sig til VM i fodbold 1986 og at vinde CONCACAF Gold Cup 2000 og derved kvalificere sig til FIFA Confederations Cup 2001. Canada vandt også guld ved Sommer-OL 1904. Det er kun lykkedes Canada at kvalificere sig til Verdensmesterskaberne i fodbold én gang, i 1986.